# Huins
Huins (officieel, Fries: Húns) is een dorp in de gemeente Leeuwarden, in de Nederlandse provincie Friesland. Huins ligt ten zuidwesten van de stad Leeuwarden, tussen Winsum en Hijlaard even ten noorden van de N359. De Huinservaart loopt van Huins naar de Bolswardertrekvaart ten zuiden van het dorp. Met Lions vormt het een tweelingdorp. 
In 2023 telde het Huins 100 inwoners. In het postcodegebied van Huins ligt de buurtschap Rewerd.

## Geschiedenis
Het dorp is ontstaan op een terp en was vooral bereikbaar via de Huinservaart. Over land was Huins tot de tweede helft van de 19e eeuw lastig te bereiken en was daardoor vrij geïsoleerd. 
Aan de Bolswardertrekvaart heeft een pan- en steenfabriek gestaan, de los gelegen bewoning herinnert alleen nog daaraan. Samen met het wapen en de vlag van het dorp die dakpannen tonen.
In de 13e eeuw werd de plaats vermeld als Hunenghe, in 1370 als Hynnynghe, in 1473 als Huynghe dycke, in 1482 als Huyns en in 1505 als Huns. De plaatsnaam is afgeleid van de persoonsnaam Huno.
Tot de gemeentelijke herindeling in 1984 maakte Huins deel uit van de gemeente Baarderadeel, die toen met de gemeente Hennaarderadeel opging in de nieuwe gemeente Littenseradeel. Per 1 januari 2018 maakt Huins deel uit van de gemeente Leeuwarden. Sinds 1991 is de officiële naam het Friestalige Húns.

## Beschermd dorpsgezicht
Een aanzienlijk deel van de plaats valt onder het beschermd dorpsgezicht, een van de beschermde stads- en dorpsgezichten in Friesland. Het kent dan ook een aantal monumenten, zie de Lijst van rijksmonumenten in Huins.

## Kerk
De kerk van Huins dateert uit de 13e eeuw. De eenbeukige kerk was oorspronkelijk gewijd aan Sint Nicolaas en heeft een houten geveltoren uit de 18e eeuw. De luidklok erin dateert uit 1619.

## Molen
Even ten zuidwesten van het dorp staat de Huinsermolen, een in 1829 gebouwde poldermolen. Deze molen wordt nog steeds gebruikt om het waterpeil in de sloten te reguleren.

## Sport en cultuur
Huins en Lions hebben gezamenlijk een kaatsvereniging, een toneelvereniging en een dorpshuis, De Murdhoun genaamd.

## Bevolkingsontwikkeling
| 1999 | 2002 | 2003 | 2004 | 2007 | 2018 | 2019 | 2021 | 2023 |
| ---- | ---- | ---- | ---- | ---- | ---- | ---- | ---- | ---- |
| 101  | 104  | 107  | 104  | 100  | 115  | 110  | 105  | 100  |

## Geboren in Huins
- Piet Hiemstra (1878-1953), landbouwer, vakbondsman en politicus
- Frederik Gerard van Dijk (1905-1994), advocaat, ambtenaar, bestuurder en politicus
- Tineke Fopma (1953-), wielrenster